# Twopointeight
Twopointeight är ett band från Stockholm, främst influerat av punk och rock.
Bandet har släppt de tre albumen Twopointeight (2005), Twopointeight II (2011) och From Wires (2014), de första två inspelade och producerade i Studio Gröndahl av Johan Gustavsson från bandet Randy / The Hives, det tredje inspelat i Lakehouse Recording Studios, producerat av Brian Fallon (The Gaslight Anthem)
Hösten 2007 lades bandet på is fram till våren 2009 då man började skriva och arbeta på en uppföljare. Twopointeight II släpptes dock inte förrän i juli 2011 på grund av att bandet i samma skede bytte skivbolag.
Twopointeight har turnerat med och agerat förband till bl. a. Bad Religion, Street Dogs, The Gaslight Anthem, Dead to Me, Millencolin, Danko Jones och Flogging Molly i såväl större delen av Europa som USA.
Bandet bildades för första gången redan 1995 och valde, trots flera medlemsbyten, att behålla namnet vid ombildningen 2003.

## Medlemmar
- Fredrick Björk
- José Dominguez Lopez
- Thomas Åberg
- Fredrik Georg Eriksson

## Diskografi

### Album
- Twopointeight (2005)
- Twopointeight II (2011)
- From Wires (2014)

### Singlar
- Redeye / Honest Look (2005)
- Guds Hand / Vague Memories 7" (2009)
- Outburst 7" (2013)